# Siegfried Kessler
 (janvier 2023).
Si vous disposez d'ouvrages ou d'articles de référence ou si vous connaissez des sites web de qualité traitant du thème abordé ici, merci de compléter l'article en donnant les références utiles à sa vérifiabilité et en les liant à la section « Notes et références ».
Pour les articles homonymes, voir Kessler.
Siegfried Kessler, né le 5 février 1935 à Sarrebruck en Allemagne et mort noyé le 22 janvier 2007 dans les eaux du port de La Grande-Motte dans l'Hérault, est un pianiste, clavieriste, organiste, harmoniciste et flûtiste de jazz français d'origine allemande.

## Biographie
Siegfried Kessler commence l'apprentissage du piano dès quatre ans. Après la mort de son père et l’internement de sa mère, à onze ans, il est placé dans un orphelinat où il continue sa formation de pianiste classique. C'est après avoir vu Jacques Dieval dans sa ville natale et acheté son premier disque de jazz, City of Jazz joué par Stan Kenton, que Kessler décide de se consacrer au jazz. La Sarre redevenue allemande, Kessler s’installe en France, mais voyage beaucoup, notamment aux Pays-Bas où il apprend la voile.
Kessler s’intéresse à toutes les formes de jazz et accompagne entre autres Joe Henderson, Dexter Gordon, Archie Shepp.
En 1969, il forme le quartette post-coltranien Perceptions avec Didier Levallet (contrebasse), Yochk’o Seffer (saxophones) et Jean-My Truong (batterie) appelé à devenir l'une des formations emblématiques du free jazz à la française.
Mais dans les années 1970, passionné par la musique électro-acoustique contemporaine, il écoute Iannis Xenakis, Karlheinz Stockhausen, Luciano Berio, Mauricio Kagel et s’oriente vers le free-jazz. Il enregistre son premier album en trio avec Barre Phillips et Steve McCall (Live et the Gill's Club).
Il joue également avec Daunik Lazro, Nelly Pouget, les chanteurs Jacques Bertin et Gilles Elbaz. C'est aussi à Paris, où il fréquente les boîtes de jazz de la rive gauche, qu'il rencontre le guitariste de jazz d'origine manouche René Maihles avec lequel il se produit souvent.
Sa rencontre avec Archie Shepp sera déterminante. Il accompagne le saxophoniste ténor pendant une dizaine d’années. En 2005, ils enregistrent l'album First Take à l'occasion de la création du label personnel de Shepp Archieball. La présentation de ce duo, à la Maroquinerie, à Paris, a marqué les esprits.
Kessler multiplie les explorations musicales dont le célèbre Nam, « une pièce pour musique moderne, danse moderne et sculpture moderne », spectacle monté en 1985 avec sa compagne d’alors, la danseuse Maroussia Vossen, et le sculpteur René Lunel.
Dans les années 1980, Kessler fonde le Kaztrio avec Jean-Pierre Arnaud (drums) et Michel Zenino (contrebasse) puis rencontre le batteur et percussionniste Michel Bachevalier avec qui il forme un duo captivant (l'album Catamaran).
Siegfried Kessler, surnommé Siggy par ses collègues musiciens, vivait depuis vingt ans sur un bateau à voile de 12 mètres, Hush, un Maïca acheté au milieu des années 1980 et naufragé en 2003. Entre deux tournées il posait ses bagages sur son voilier, amarré à La Grande Motte.
Il meurt le 22 janvier 2007 noyé dans le port de la Grande Motte.
Le 26 mai 2007 a été organisée une traversée en voiliers au départ de la Grande-Motte pour l'île du Frioul chère à Siggy. Ses cendres ont été dispersées au Frioul, à l'endroit où Siggy amarrait toujours son bateau. Des musiciens et musiciennes l'ont accompagné en musique.

## Sources
- Dictionnaire du Jazz - Robert Laffont

## Documentaire
- Siegfried Kessler, portrait d'un musicien salé, réalisé par Olivier Guérin en 1996 pour Fance3[réf. nécessaire]
- Siegfried Kessler, A Love Secret, portrait de Siegfried Kessler réalisé par Christine Baudillon en 2002 (Hors Œil Éditions). Réédité chez Mazeto square en 2020.
- L'île du jazz film de Frank Cassenti présenté par Arte en septembre 2006

## Discographie
- Siegfried Kessler trio (Barre Phillips & Steve McCall) "Live at the Gill's Club" - Futura Ger 10 (1969)
- Siegfried Kessler & Dizzy Reece quintet "From In To Out" - Futura Ger 16 (1970)
- Siegfried Kessler & Perception (Yochk'o Seffer, Didier Levallet, Jean-My Truong) "Perception" - Futura Ger 19 (1971)
- Siegfried Kessler & Hal Singer sextet "Blues and News" - Futura Swing 01 (1971)
- Siegfried Kessler trio (Gus Nemeth & Stu Martin) "Solaire" - Futura Ger 30 (1971)
- Perception & Friends - A.D.M.I. N° 469 (1972)
- Siegfried Kessler (solo) "Man and Animals" (1977)
- Siegfried Kessler & Archie Shepp quartet "Parisian Concert, vol 1" - Impro 01 (1977)
- Siegfried Kessler & Archie Shepp quartet "Parisian Concert, vol 2" - Impro 03 (1977)
- Siegfried Kessler & Archie Shepp quartet Live at the Totem, vol 1 "Things Have Got To Change" - Marge 08 (1979)
- Siegfried Kessler & Archie Shepp quartet Live at the Totem, vol 2 "'Round About Midnight" - Marge 16 (1979)
- Siegfried Kessler trio (Jean-François Jenny Clark & Clifford Jarvis) Invité sur deux titres, Archie Shepp  "Invitation" - Impro 04 (1979)
- Siegfried Kessler & Archie Shepp quintet "Tribute to Charlie Parker, Bird Fire" - Impro 05 (1979)
- Siegfried Kessler & Jean-françois Pauvros "Phénix 14" - LP Le chant du monde (1979)
- Siegfried Kessler (piano solo) "Corps et Ame" - In and Out 1003 (1981)
- Siegfried Kessler & Daunik Lazro duo "Aeros" - LP Hat Hut (1982)
- Siegfried Kessler & Yochk'o Seffer "Play Ellington" - Éléphant (1999)
- Siegfried Kessler (piano) et Archie Shepp (saxophones, voix) "FirstTake" - Archieball (2005)

Le matin des noirs - Lush life - Don't get around much anymore - Steam - Misterioso/California blues - Ujaama.
"Le matin des noirs", complainte émouvante et dramatique ; "Steam", hommage mélancolique, écrit pour un cousin d’Archie Shepp tué au cours d’une manifestation à Philadelphie ; "Ujaama", un thème de 1975 que Shepp a également enregistré dans le célèbre double album The Long March, en duo avec Max Roach ; "California Blues", qui sonne comme un chant traditionnel. Quelques standards du répertoire d’Archie Shepp : "Lush Life" de Billy Strayhorn, "Don’t Get Around Much Anymore" de Duke Ellington et "Misterioso" de Thelonious Monk.
- Siegfried Kessler et Michel Bachevalier "Catamaran" (2005)
- Siegfried Kessler (solo piano Korg et DX7) "Incandescence" - Mazeto Square (2006)
- Siegfried Kessler, Jean-Jacques Avenel, Daunik Lazro "ecstatic jazz" -Fou records (2023, inédit de 1983)